# Metleucauge yaginumai
Metleucauge yaginumai là một loài nhện trong họ Tetragnathidae.
Loài này thuộc chi Metleucauge. Metleucauge yaginumai được miêu tả năm 1992 bởi Tanikawa.